# تری‌فلونوماید
تری‌فلونوماید (انگلیسی: Teriflunomide) متابولیت لفلونوماید است. این دارو فاز سوم کارآزمایی بالینیِ TEMSO را برای درمان ام‌اس در ژوئیه ۲۰۱۰ میلادی پشت سر گذاشت و نتایج دوسالهٔ به‌دست‌آمده، مثبت بودند. با این‌حال در کارآزمایی بالینیِ TENERE که مقایسهٔ شانه‌به‌شانهٔ تری‌فلونوماید با اینترفرون بتا-۱ای بود، ثابت گردید که گرچه قطعِ دائمی درمان با تری‌فلونوماید کمتر رخ می‌دهد، اما میزان عود بیماری با آن شایع‌تر از درمان با اینترفرون بتا-۱ای است.
این دارو در ۱۳ سپتامبر ۲۰۱۲ میلادی توسط سازمان غذا و داروی ایالات متحدهٔ آمریکا و در ۲۶ اوت ۲۰۱۳ توسط اتحادیه اروپا تأیید شد.

## مکانیسم عمل
تری‌فلونوماید یک داروی ایمونوتراپی است که از ساخت پیریمیدین جدید را از طریق مهار آنزیم دی‌هیدرواوروتات دهیدروژناز، جلوگیری می‌کند. معلوم نیست که این موضوع، دلیلِ اثرات ضد ام‌اس آن باشد.
تری‌فلونوماید به سرعت جلوی تقسیم سلولی، از جملهلنفوسیت‌های تی فعال‌شده را می‌گیرد که بروز بیماری ام‌اس نقش مهمی دارند. خطر بروز عفونت با تری‌فلونوماید در مقایسه با داروهای شبه شیمی‌درمانی کمتر است، چرا که اثرات محدودی بر روی دستگاه ایمنی بدن دارد.
ثابت شده که تری‌فلونوماید NF-κB را مهار می‌کند. این دارو همچنین آنزیم‌های تیروزین کیناز را نیز مهار می‌کند، اما این کار را در دوزهای زیاد انجام می‌دهد که کاربرد بالینی ندارند.